# David Turpel
David Turpel (Luxemburgo, 19 de octubre de 1992) es un futbolista luxemburgués que juega para el F. C. Atert Bissen de la División de Honor de Luxemburgo.

## Selección nacional
Debutó con la selección de fútbol de Luxemburgo el 14 de noviembre de 2012 contra Escocia en un partido amistoso que finalizó por 1-2 a favor del combinado escocés. También jugó en la clasificación para la Copa Mundial de Fútbol de 2014 al igual que la clasificación para la Eurocopa 2016.

### Goles internacionales
| # | Fecha                    | Estadio                                          | Oponente            | Gol | Resultado | Competición                         |
| - | ------------------------ | ------------------------------------------------ | ------------------- | --- | --------- | ----------------------------------- |
| 1 | 9 de octubre de 2014     | Estadio Filip II de Macedonia, Skopje, Macedonia | Macedonia del Norte | 1-2 | 3-2       | Clasificación para la Eurocopa 2016 |
| 2 | 4 de junio de 2017       | Estadio Josy Barthel, Luxemburgo, Luxemburgo     | Albania             | 1-1 | 2-1       | Amistoso                            |
| 3 | 15 de octubre de 2018    | Estadio Josy Barthel, Luxemburgo, Luxemburgo     | San Marino          | 1-0 | 3-0       | Liga de Naciones de la UEFA 2018-19 |
| 4 | 25 de marzo de 2019      | Estadio Josy Barthel, Luxemburgo, Luxemburgo     | Ucrania             | 1-0 | 1-2       | Clasificación para la Eurocopa 2020 |
| 5 | 10 de septiembre de 2019 | Estadio Josy Barthel, Luxemburgo, Luxemburgo     | Serbia              | 1-2 | 1-3       | Clasificación para la Eurocopa 2020 |
| 6 | 14 de noviembre de 2019  | Estadio Rajko Mitić, Belgrado, Serbia            | Serbia              | 3-2 | 3-2       | Clasificación para la Eurocopa 2020 |

## Clubes
| Club                     | País       | Año       | Partidos | Goles |
| ------------------------ | ---------- | --------- | -------- | ----- |
| F. C. Etzella Ettelbruck | Luxemburgo | 2010-2014 | 63       | 35    |
| F91 Dudelange            | Luxemburgo | 2014-2019 | 148      | 103   |
| R. E. Virton             | Bélgica    | 2019-2020 | 20       | 4     |
| F. C. Swift Hesperange   | Luxemburgo | 2020-2022 | 0        | 0     |
| F. C. Progrès Niedercorn | Luxemburgo | 2022-2024 | 11       | 2     |
| F. C. Atert Bissen       | Luxemburgo | 2024-     |          |       |

## Palmarés

### Campeonatos nacionales
| Título                          | Club          | País       | Año  |
| ------------------------------- | ------------- | ---------- | ---- |
| División Nacional de Luxemburgo | F91 Dudelange | Luxemburgo | 2016 |
| Copa de Luxemburgo              | F91 Dudelange | Luxemburgo | 2016 |
| División Nacional de Luxemburgo | F91 Dudelange | Luxemburgo | 2017 |
| Copa de Luxemburgo              | F91 Dudelange | Luxemburgo | 2017 |
| División Nacional de Luxemburgo | F91 Dudelange | Luxemburgo | 2018 |
| División Nacional de Luxemburgo | F91 Dudelange | Luxemburgo | 2019 |
| Copa de Luxemburgo              | F91 Dudelange | Luxemburgo | 2019 |